# Anthurium ventanasense
Anthurium ventanasense är en kallaväxtart som beskrevs av Thomas Bernard Croat. Anthurium ventanasense ingår i släktet Anthurium och familjen kallaväxter. Inga underarter finns listade.